# 斎藤克男
斎藤 克男（さいとう かつお、1942年1月28日 - ）は栃木県宇都宮市出身の元プロ野球選手（捕手）・コーチ。

## 経歴

### プロ入り前
作新学院高等部時代は1958年の夏の大会で初出場を4強・国体では初出場を優勝に導いた古口典央が引退した栃木県大会から正捕手となった。
1958年秋の栃木県大会でチームは1回戦に宮下陽吾と松本照夫の両投手が控える栃木商業、準決勝ではエース大井道夫率いる宇都宮工業を破り勝ち進んだ。そして決勝の矢板高戦では先制点となるタイムリー二塁打を放って勝利を呼び込み、4番・捕手として作新学院の秋季県大会初優勝の一端を担った。
秋の関東大会でも土田伸三投手とのバッテリーを務めながら4番に座り、作新は優勝の成績を収めた。千葉県の木更津一高に対しては4打数で二塁打を含む2安打、茨城県の土浦三高に対しては5打数1安打の成績だった。決勝戦では山梨県大会決勝でノーヒットノーランを達成した池谷隆や斉藤征夫を擁する石和高に対しては3打数0安打に抑えられたが1四球1犠打の成績を残した。
秋季の関東大会で優勝した作新は順当に行けば翌春の選抜野球に出場することは間違いないと考えられた。しかし部内での不祥事により学校は次の選抜野球を辞退する意向を選び、高野連によって1959年11月中までの一切の対外試合が禁止された。この措置により斎藤は3年生のシーズンに甲子園大会をはじめとする公式試合に出場することが叶わなくなった。
1959年11月11日に阪急ブレーブスと正式に契約した。

### 現役時代
1960年に阪急に入団。実働9年間で80試合に出場するもののほとんどは偵察要因としての出場であり、たった1回しか打席に立たなかった。シーズン中もほとんどブルペンキャッチャーのような状況であったが、1973年オフに監督に就任した上田利治により「コーチ補佐」として抜擢され、選手としては同年で引退した。

### 引退後
1974年から阪急でコーチ補佐・二軍バッテリーコーチとなり山口高志などを指導している。1982年に阪急を退団し、1983年から日本ハムファイターズで一軍トレーニングコーチを務めて江夏豊などの調整を行った。
その後は兵庫県の少年野球チーム「兵庫尼崎」の監督を務め、中学生時代の田中一徳や福沢卓宏を指導した。1997年には監督を行っていることが報道されているが、2000年以前に退いている。
近年では全国野球振興会会員（日本プロ野球OBクラブ所属）として、2015年の第21回ダイワハウス全国少年少女野球教室に講師として参加していることが確認できる。

## 人物
選手時代はチームでも抜きんでて研究熱心とされていたが、一方で打力不足が指摘されていた。
阪急コーチ時代には鬼軍曹として恐れられた。また、上田監督から選手のケガ防止を相談された結果、独学でヨガから編み出した「斎藤式体操」「ストレッチ体操」を選手に指導していた。
80試合1打席しか実績がなかったにもかかわらず18年間阪急に在籍し、選手に指導する立場にすら就いた斎藤の経歴について、プロ野球人国記 (2004)は「異色」「さまざまな野球人生がある」と評している。

## 詳細情報

### 年度別打撃成績
| 年 度     | 球 団     | 試 合 | 打 席 | 打 数 | 得 点 | 安 打 | 二 塁 打 | 三 塁 打 | 本 塁 打 | 塁 打 | 打 点 | 盗 塁 | 盗 塁 死 | 犠 打 | 犠 飛 | 四 球 | 敬 遠 | 死 球 | 三 振 | 併 殺 打 | 打 率 | 出 塁 率 | 長 打 率 | O P S |
| --------- | --------- | ----- | ----- | ----- | ----- | ----- | -------- | -------- | -------- | ----- | ----- | ----- | -------- | ----- | ----- | ----- | ----- | ----- | ----- | -------- | ----- | -------- | -------- | ----- |
| 1962      | 阪急      | 2     | 0     | 0     | 0     | 0     | 0        | 0        | 0        | 0     | 0     | 0     | 0        | 0     | 0     | 0     | 0     | 0     | 0     | 0        | .000  | .000     | .000     | .000  |
| 1963      | 阪急      | 2     | 1     | 1     | 0     | 0     | 0        | 0        | 0        | 0     | 0     | 0     | 0        | 0     | 0     | 0     | 0     | 0     | 0     | 0        | .000  | .000     | .000     | .000  |
| 1965      | 阪急      | 20    | 0     | 0     | 0     | 0     | 0        | 0        | 0        | 0     | 0     | 0     | 0        | 0     | 0     | 0     | 0     | 0     | 0     | 0        | .000  | .000     | .000     | .000  |
| 1966      | 阪急      | 41    | 0     | 0     | 0     | 0     | 0        | 0        | 0        | 0     | 0     | 0     | 0        | 0     | 0     | 0     | 0     | 0     | 0     | 0        | .000  | .000     | .000     | .000  |
| 1967      | 阪急      | 4     | 0     | 0     | 0     | 0     | 0        | 0        | 0        | 0     | 0     | 0     | 0        | 0     | 0     | 0     | 0     | 0     | 0     | 0        | .000  | .000     | .000     | .000  |
| 1968      | 阪急      | 3     | 0     | 0     | 0     | 0     | 0        | 0        | 0        | 0     | 0     | 0     | 0        | 0     | 0     | 0     | 0     | 0     | 0     | 0        | .000  | .000     | .000     | .000  |
| 1969      | 阪急      | 3     | 0     | 0     | 0     | 0     | 0        | 0        | 0        | 0     | 0     | 0     | 0        | 0     | 0     | 0     | 0     | 0     | 0     | 0        | .000  | .000     | .000     | .000  |
| 1970      | 阪急      | 2     | 0     | 0     | 0     | 0     | 0        | 0        | 0        | 0     | 0     | 0     | 0        | 0     | 0     | 0     | 0     | 0     | 0     | 0        | .000  | .000     | .000     | .000  |
| 1971      | 阪急      | 3     | 0     | 0     | 0     | 0     | 0        | 0        | 0        | 0     | 0     | 0     | 0        | 0     | 0     | 0     | 0     | 0     | 0     | 0        | .000  | .000     | .000     | .000  |
| 通算：9年 | 通算：9年 | 80    | 1     | 1     | 0     | 0     | 0        | 0        | 0        | 0     | 0     | 0     | 0        | 0     | 0     | 0     | 0     | 0     | 0     | 0        | .000  | .000     | .000     | .000  |

### 記録
初記録
- 初出場：1962年8月7日、対南海ホークス20回戦（大阪球場）、捕手として途中出場
- 初打席：1963年10月14日、対南海ホークス30回戦（大阪球場）、7回表に皆川睦雄から遊ゴロ[30]

### 背番号
- 57 （1960年 - 1973年）
- 74 （1974年 - 1982年）
- 89 （1983年 - 1985年）